# Captain Fact
Captain Fact, ou en un seul mot CaptainFact (« Capitaine Fait » en français), est une plate-forme collaborative d'annotation et de vérification de vidéos, conçue pour vérifier les contenus lors de diffusions vidéos en direct sur YouTube,. Elle est utilisée notamment par le média français Thinkerview. Son financement est transparent et participatif sur Open Collective (en),.

## Histoire
Le projet est initié par Benjamin Piouffle au cours de l'année 2017 et s'inspire notamment de Wikipédia et du forum de questions-réponses Stack Overflow. Il est lancé au début de l'année 2018. Il est incubé par Système D, l'incubateur d'innovation démocratique du collectif Démocratie ouverte.